# Банне (Гайський міський округ)
Ба́нне (рос. Банное) — село у складі Гайського міського округу Оренбурзької області, Росія.

## Населення
Населення — 320 осіб (2010; 394 у 2002).
Національний склад (станом на 2002 рік):
- росіяни — 79 %